# نادية فارس
نادية فارس (بالفرنسية: Nadia Farès)‏ وهي ممثلة مغربية ولدت في يوم 20 ديسمبر 1973 في مدينة مراكش في المغرب مثلت في عدة أفلام فرنسية، بداية شهرتها بالتمثيل كان بعد تمثيلها في فيلم أنهار كريمسون في سنة 2000، مثلت بعد ذلك في فيلم حرب في سنة 2007 وفيلم إنذار بعاصفة في سنة 2007.

## روابط خارجية
- نادية فارس على موقع IMDb (الإنجليزية)
- نادية فارس على موقع روتن توميتوز (الإنجليزية)
- نادية فارس على موقع ألو سيني (الفرنسية)
- نادية فارس على موقع ميوزك برينز (الإنجليزية)
- نادية فارس على موقع أول موفي (الإنجليزية)
- نادية فارس على موقع قاعدة بيانات الأفلام السويدية (السويدية)
- نادية فارس على موقع ديسكوغز (الإنجليزية)
- نادية فارس على موقع قاعدة بيانات الفيلم (الإنجليزية)
- نادية فارس على موقع كينوبويسك (الروسية)